# Torre di Ferro
La Torre di Ferro è una delle più famose porte cittadine appartenenti alla fortificazione medievale della città di Magonza. È uno dei monumenti più celebri della Germania.
La pianta della torre era quadrata con fondazioni profonde dai cinque ai dieci metri, consolidate con pali conficcati nel terreno ricoperti di ciottoli e calce.